# Síntesis de novo
La síntesis de novo se refiere a la síntesis de moléculas complejas a partir de moléculas simples como azúcares o aminoácidos, en contraposición al reciclaje después de una degradación parcial. Por ejemplo, los nucleótidos no son necesarios en la dieta, ya que pueden construirse a partir de pequeñas moléculas precursoras como el formiato y el aspartato. La metionina, por otro lado, es necesaria en la dieta porque, aunque puede degradarse y luego regenerarse a partir de la homocisteína, no puede sintetizarse de novo.
De novo es una frase latina que se traduce literalmente como "de lo nuevo", pero que implica "de nuevo", "desde cero" o "desde el principio".

## Nucleótido
Las vías de novo de los nucleótidos no utilizan bases libres: adenina (abreviada como A), guanina (G), citosina (C), timina (T) o uracilo (U). El anillo de purina se forma un átomo o unos pocos átomos a la vez y se une a la ribosa durante todo el proceso. El anillo de pirimidina se sintetiza como orotato y se une a fosfato de ribosa y luego se convierte en nucleótidos de pirimidina comunes.

## Colesterol
El colesterol es un componente estructural esencial de las  membranas de las células animales. El colesterol también sirve como precursor de la biosíntesis de hormonas esteroides, ácido biliar y vitamina D. En los mamíferos, el colesterol se absorbe de fuentes dietéticas o se sintetiza de novo. Hasta el 70-80% de la síntesis de colesterol de novo se produce en el hígado y aproximadamente el 10% de la síntesis de colesterol de novo se produce en el intestino delgado. Las células cancerosas requieren colesterol para las membranas celulares, por lo que las células cancerosas contienen muchas enzimas para la síntesis de colesterol de novo a partir de acetil-CoA.

## Ácido graso (lipogénesisde novo)
La lipogénesis de novo (DNL) es el proceso mediante el cual los carbohidratos (principalmente, especialmente después de una comida rica en carbohidratos) de la circulación se convierten en ácidos grasos, que pueden convertirse en triglicéridos u otros lípidos. El acetato y algunos aminoácidos (especialmente leucina e isoleucina ) también pueden ser fuentes de carbono para DNL.
Normalmente, la lipogénesis de novo ocurre principalmente en el tejido adiposo. Pero en condiciones de obesidad, resistencia a la insulina o diabetes tipo 2, la lipogénesis de novo se reduce en el tejido adiposo (donde la proteína de unión a elementos que responde a carbohidratos (ChREBP) es el principal factor de transcripción) y aumenta en el hígado (donde el elemento regulador de esterol-proteína de unión 1 (SREBP-1c) es el principal factor de transcripción). La ChREBP normalmente se activa en el hígado por la glucosa (independiente de la insulina). La obesidad y las dietas altas en grasas hacen que se reduzcan los niveles de proteínas de unión a elementos sensibles a los carbohidratos en el tejido adiposo.  Por el contrario, los niveles altos de insulina en sangre, debido a una comida alta en carbohidratos o resistencia a la insulina, inducen fuertemente la expresión de SREBP-1c en el hígado. La reducción de la lipogénesis de novo del tejido adiposo y el aumento de la lipogénesis de novo del hígado debido a la obesidad y la resistencia a la insulina conduce a la enfermedad del hígado graso.
El consumo de fructosa (a diferencia de la glucosa) activa tanto SREBP-1c como ChREBP de manera independiente de la insulina. Aunque la glucosa se puede convertir en glucógeno en el hígado, la fructosa aumenta invariablemente la lipogénesis de novo en el hígado, elevando los triglicéridos plasmáticos más que la glucosa.  Además, cuando se consumen cantidades iguales de bebidas azucaradas con glucosa o fructosa, la bebida con fructosa no solo provoca un mayor aumento de los triglicéridos en plasma, sino que provoca un mayor aumento de la grasa abdominal. 
El DNL está elevado en la enfermedad del hígado graso no alcohólico (NAFLD) y es un sello distintivo de la enfermedad. En comparación con los controles sanos, los pacientes con NAFLD tienen un promedio de 3,5 de aumento de DNL. 
La síntesis de novo de ácidos grasos está regulada por dos enzimas importantes, a saber, acetil-CoA carboxilasa y ácido graso sintasa. La enzima acetil CoA carboxilasa es responsable de introducir un grupo carboxilo en acetil CoA, dando lugar a malonil-CoA. Entonces, la enzima sintasa de ácidos grasos es responsable de convertir malonlyl-CoA en una cadena de ácidos grasos. La síntesis de novo de ácidos grasos no es activa principalmente en las células humanas, ya que la dieta es su principal fuente. En ratones, la síntesis de ácidos grasos de novo aumenta en WAT con la exposición a temperaturas frías que podrían ser importantes para el mantenimiento de los niveles de TAG circulantes en el torrente sanguíneo y para suministrar ácidos grasos para la termogénesis durante exposiciones prolongadas al frío.

## ADN
La síntesis de ADN de novo se refiere a la creación sintética de ADN en lugar del ensamblaje o modificación de secuencias de ADN molde precursoras naturales. La síntesis inicial de oligonucleótidos va seguida de la síntesis de genes artificiales y, finalmente, de un proceso de clonación, corrección de errores y verificación, que a menudo implica la clonación de genes en plásmidos en Escherichia coli o levadura. 
La primasa es una ARN polimerasa y puede agregar un cebador a una hebra existente en espera de replicación. La ADN polimerasa no puede agregar cebadores y, por lo tanto, necesita primasa para agregar el cebador de novo.

## Otras lecturas
- Harper's Illustrated Biochemistry, 26th Ed - Robert K. Murray, Darryl K. Granner, Peter A. Mayes, Victor W. Rodwell
- Lehninger Principles of Biochemistry, Fourth Edition - David L. Nelson, Michael M. Cox
- Biochemistry 5th ed - Jeremy M. Berg, John L. Tymoczko, Lubert Stryer
- Biochemistry- Garrett.and.Grisham.2nd.ed
- Biochemistry, 2/e by Reiginald and Charles Grisham
- Biochemistry for dummies by John T Moore, EdD and Richard Langley, PhD
- Stryer L (2007). Biochemistry. 6th Edition. WH Freeman and Company. New York. USA